# Fontana dell'Acqua Angelica
Fontana dell'Acqua Angelica är en fontän vid Piazza delle Vaschette i Rione Borgo i Rom. Fontänen beställdes av Roms kommun och designades av skulptören Francesco Buffa år 1898. Den försågs tidigare med vatten från Acqua Angelica, men numera från Acqua Vergine. 

## Beskrivning
Fontänen stod ursprungligen vid kyrkan Santa Maria delle Grazie a Porta Angelica, men den flyttades till sin nuvarande plats år 1930 då kyrkan revs för anläggandet av Via di Porta Angelica och Piazza del Risorgimento. 
Fontänen är belägen 1,20 meter under gatunivån och en dubbeltrappa leder ner till den; den liknar därmed ett nymfeum. På den konkava fontänuppsatsen med ett snäckskal står det ACQUA ANGELICA 1898 S.P.Q.R. Ur en tapp porlar vattnet ner i ett litet kar.
Torgets namn – Piazza delle Vaschette – kommer av det italienska ordet vaschetta, som betyder liten skål, handfat eller balja.

## Bilder
| - Piazza delle Vaschette med fontänen markerad på en karta från år 2021. - Exempel på nymfeum: Egerias nymfeum i sydöstra Rom. |